# ロドシクルス科
ロドシクルス科（ロドシクルスか、Rhodocyclaceae）はPseudomonadota門ベータプロテオバクテリア綱ロドシクルス目の科の一つである。グラム陰性菌である。

## 下位分類（属）
ロドシクルス科は以下の属を含む(2024年9月現在)。メンバーにはかつてガンマプロテオバクテリア綱シュードモナス目のシュードモナス科に属していた属が多い。また、この科は2017年に改訂され、ロドシクルス目の他の科が追加された。

### IJSEMに正式承認されている属
- Azospira　アゾスピラ属

Reinhold-Hurek & Hurek 2000 (IJSEMリストに掲載 2000)、修正　Bae et al. 2007 (IJSEMリストに掲載 2007)
窒素固定により生育する従属栄養生物である。細胞は螺旋状または湾曲した桿状である。主要な呼吸キノンはユビキノン-8である。
- Azovibrio　アゾビブリオ属

Reinhold-Hurek and Hurek 2000 (IJSEMリストに掲載 2000)
- Oryzomicrobium　オリゾミクロビウム属

Liu et al. 2017 (IJSEMリストに掲載 2017)
- Propionivibrio　プロピオニビブリオ属

Tanaka et al. 1991 (IJSEMリストに掲載 1991)、修正　Brune et al. 2002 (IJSEMリストに掲載 2002)
炭化水素の発酵によって嫌気的に生育し、脂肪酸、特にプロピオン酸を生成する。主要な呼吸キノンはユビキノン-8である。細胞は湾曲した桿体である。
- Rhodocyclus　ロドシクルス属（タイプ属）

Pfennig 1978 (IJSEMリストに掲載 1980)、修正　Imhoff et al. 1984
嫌気条件では光従属栄養的または光独立栄養的（電子供与体として水素分子を使用）に、好気条件では脂肪酸を栄養源として増殖する。主要な呼吸キノンはロドキノン-8である。細胞は湾曲した桿状または環状である。
- Rugosibacter

Corteselli et al. 2017 (IJSEMリストに掲載 2017)、修正　Kojima et al. 2022 (IJSEMリストに掲載 2023)

### IJSEMに未承認の属
- "Candidatus Accumulibacter"　アキュムリバクター属

Hesselmann et al. 1999 (IJSEMリストに掲載 2020)
- "Dechlorobacter"

Thrash et al. 2010
- "Candidatus Proximibacter"

Petriglieri et al. 2022
- "Viridibacterium"

Kang et al. 2017
- Dechlorosoma　デクロロソマ属

Achenbach et al. 2001 (IJSEMリストに掲載 2001)
現在はアゾスピラ属のシノニムとされる。
- Propionibacter　プロピオニバクター属

Meijer et al. 1999 (IJSEMリストに掲載 1999)
現在はプロピオニビブリオ属のシノニムとされる。